# Tour de Corse cycliste
Das Straßenradrennen Tour de Corse cycliste war ein französischer Radsportwettbewerb, der als Etappenrennen veranstaltet wurde. Es fand auf der französischen Insel Korsika statt.

## Geschichte
Von 1971 bis 1982 wurde die Tour de Corse cycliste als Etappenrennen für Berufsfahrer organisiert. Gegründet wurde das Rennen 1920 als Wettbewerb für Amateure und bis 1958 als Amateurwettbewerb veranstaltet. Startberechtigt waren auch Unabhängige. Nachdem 1982 die letzte Austragung für die Radprofis stattgefunden hatte, wurde das Rennen ab 1985 wieder ein Wettbewerb für Amateure, später für Fahrer der Klasse U23. 2014 fand es zum letzten Mal statt.

## Palmarès
- 1936  Décimo Bettini
- 1971  Alain Santy
- 1972–1974 nicht ausgetragen
- 1975  Miguel María Lasa
- 1976  Michel Laurent
- 1977  Régis Ovion
- 1978  Michel Laurent
- 1979  Sven-Åke Nilsson
- 1980  Gilbert Duclos-Lassalle
- 1981  Stephen Roche
- 1982  Bernard Hinault